# Вакуумметр

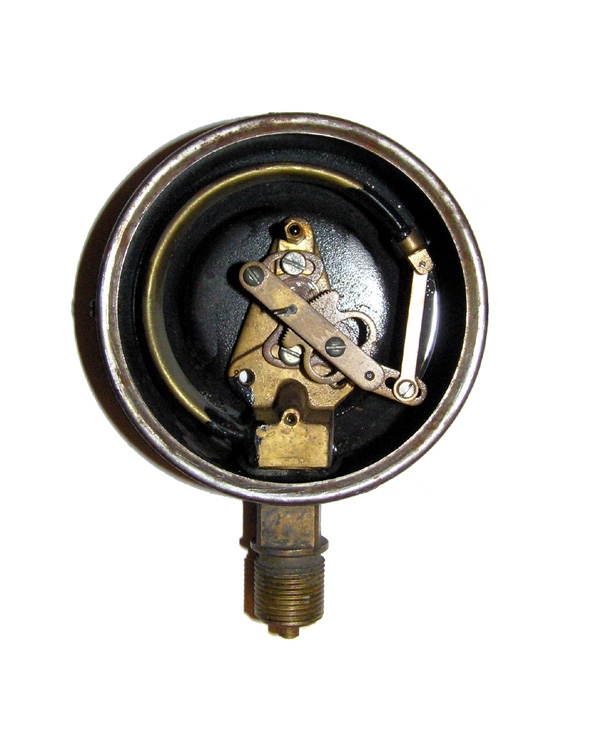
Конструкція вакуумметра деформаційного типу

Вакуумме́тр (вакуум-манометр, електропорожнявомі́р)  (рос. вакуумметр, вакуум-манометр, англ. vacuomanometer, vacuum gauge, vacuummeter, pressure-and-vacuum gage; нім. Vakuummanometer n, Vakuummeter n) — прилад для вимірювання тиску розрідженого газу або для вимірювання глибини вакууму: різниці між атмосферним тиском і тиском розрідженого газу.

## Опис
Вакуумметри використовуються для вимірювання тисків в діапазоні від 760 до 10−13 мм рт. ст. (105…10−11 Па). Універсального методу вимірювань, що охоплює весь цей діапазон, не існує, тому використовуються різноманітні фізичні закономірності, пов'язані (прямо чи опосередковано) з тиском газу.
Поширені теплові вакуумметри, зокрема, з термопарами, дія яких ґрунтується на залежності теплопровідності газу від тиску. Існують вакуумметри рідинні, деформаційні, компресійні, радіометричні, в'язкісні, іонізаційні (альфатрони) тощо. Кожен з цих типів вакуумметрів розрахований на вимірювання тиску у певному діапазоні.
Усі вакуумметри можуть бути розділені на дві групи: абсолютні та відносні.
Абсолютний вакуумметр — вакуумметр, чутливість якого однакова для всіх газів і може бути розрахована за вимірюваними фізичними величинами. Такі прилади вимірюють безпосередньо тиск газу, їх покази не залежать від роду газу. Нижня межа тисків абсолютних вакуумметрів 10−6 мм рт. ст. (10−4Па). До них належать рідинні, деформаційні і компресійні вакуумметри.
Відносні вакуумметри вимірюють величини, що є залежними від тиску. Вони градуюються за абсолютними зразковим вакуумметром, їх покази залежать від роду газу. До них належать теплові, іонізаційні, в'язкісні і радіометричні вакуумметри.